# Militello Rosmarino
Militello Rosmarino (Militeḍḍu in siciliano) è un comune italiano di 1 178 abitanti della città metropolitana di Messina in Sicilia.

## Origini del nome
Militello proviene da meleto 'campo di mele', mentre Rosmarino viene dal nome della vicina valle.

## Storia
(Vito Amico)
Sono due, secondo l'interpretazione del Dizionario Topografico della Sicilia di Vito Amico, le possibili spiegazioni etimologiche di Militello. La prima è mitologica e si riferisce al carattere forte e bellicoso degli abitanti. Rocco Pirri, nella sua opera Sicilia Sacra nomina le "civitates et castella", assegnate dal Gran Conte Ruggero tra il 1081 e il 1082, alla Diocesi di Troina; fra di esse individua anche Miletum. Nel 1197-98, nella Sicilia Sacra della Diocesi di Messina, si elencano le terre a essa appartenenti, ancora una volta compare Miletum. Dalle notizie riportate, notiamo come Militello sia sempre nominata accanto a S. Marco e come nel 1082 e nel 1198, fu chiamata Mileto e nel 1176, Militello. La citazione di Militello, compare anche negli Atti della Regia Cancelleria Aragonese.

### Preistoria
Sono scarse le notizie che abbiamo dei primi secoli della vita di Militello, per la mancanza di documenti. In corrispondenza delle antiche linee di riva che incidono le propaggini dei monti Nebrodi intorno al territorio del comune di Sant'Agata di Militello, si riscontrano due insediamenti: S. Teodoro e Scordoni, risalenti al Paleolitico Superiore. In questi insediamenti, si presume che la vita organizzata si sia succeduta quasi ininterrottamente fino alla media età del bronzo (1400-1300 a.C.), quando per via delle continue incursioni da parte di popolazione bellicose provenienti dalle coste della penisola, si staccarono da essi alcuni nuclei, che andarono a fondare nuovi villaggi come quelli di Monte Scurzi e Priola, quest'ultimo in territorio santagatese.
Il villaggio indigeno, sito in contrada Priola è rimasto in vita fin oltre il III secolo a.C.; la preoccupazione principale di tale villaggio era la sicurezza, come dimostrato dalla sua disagevole posizione. A Scurzi, sono stati effettuati saggi di scavo, che hanno portato alla luce nell'ambito del villaggio ceramiche, fuseruole e fittili che fanno ritenere la pratica della filatura e tessitura una voce importante per l'economia di quelle genti; quest'insediamento si estinse intorno al V secolo a.C.

### Antichità Classica

#### Periodo Romano (dal 150 a.C. al 450 d.C.)
Numerose sono le memorie di ritrovamenti di reperti romani.

### Alto Medioevo

#### Periodo germanico e bizantino (dal 450 al 900)
Con il disfacimento dell'Impero romano questo territorio, pertinente a latifondi, dove continua a esistere una frequentazione a scopi agricoli, era interessato per la sua vicinanza alla costa e al principale percorso costiero, dalle vicende militari ed economiche che porteranno a una progressiva aggregazione in casali internati e all'affermarsi dell'elemento greco-bizantino.

#### Periodo vichingo (da 860 a )
La conquista normanna della Sicilia, dalle prime incursioni al definitivo assoggettamento, durò circa trent'anni (1060-1091). All'arrivo normanno gli abitanti di queste terre si sentirono liberati dall'oppressione araba.

### Alto Medioevo

#### Periodo Normanno (dal 1091 al 1194)
Dal "Magnun Capibreve" di Giovan Luca Barberi, apprendiamo che Militello, al tempo dei Normanni e degli Svevi, fu sicuramente terra demaniale, vale a dire sotto la diretta dipendenza della Corona.

#### Regno di Hohenstaufen (1194–1266)
Innocenza III conferma in Laterano, 17 giugno 1210 Regina Costanza di Sicilia la dote che le fu data dal Re F(riedrich) di Sicilia.

### Tardo Medioevo

#### Periodo aragonese (1300-1479)
Sotto gli Aragonesi, Militello divenne terra feudale e il primo a esserne investito, fu il regio milite Gania Sancio del Grua. Costui n'ebbe la signoria, ma essendosi reso traditore, gli fu confiscato ogni bene. Militello passò, intorno al 1320, a Sancio d'Aragona figlio illegittimo del re Federico II. Dalle nozze di quest'ultimo, nacquero due figli, a uno dei quali, Federico, conte di Cammarata, furono confermati i beni paterni e fu rinnovato il baronato di Militello e di S. Marco, nel 1335. Sposò Giovanna d'Auria che diede alla luce due figli, Sanciolo e Vinciguerra. Il primo di questi, sposò Lucia Palizzi da cui nacque Matteo che morì senza prole, motivo per questo, gli successe il fratello Vinciguerra (1364). Vinciguerra d'Aragona, certamente una delle figure più interessanti del Medioevo siciliano, fu gran sostenitore di Federico III che ebbe a dargli molta parte nella direzione del Regno. Nel 1371 gli fu confermata la terra col castello di Militello.
Nel governo di Militello, successe a Vinciguerra il figlio Federico, maestro razionale, signore di S. Marco e dei suoi casali, Longi e S. Fratello e capitano a vita d'Alcara. Fu tra i baroni rivoltosi al tempo del re Martino I e per questo gli furono confiscati i beni, ma pare che con un atto di clemenza, il 10 ottobre 1396, Martino I gli avesse riconfermato la concessione di S. Fratello, Mirto e Alcara, anche se alcune fonti (Amico, De Spuches) concordarono nell'affermare che Federico, allontanato dalla sua terra, morì da esule. Le fonti archivistiche documentano come nel settembre del 1400, Martino I, volendo porre fine allo stato di rivolta dei suoi sudditi e premiare i servigi resi allo Stato, abbia voluto concedere la terra di Militello a Bernardo di Caprera, il quale, con l'approvazione regia, lo scambiò con Enrico Rosso –Gran Cancelliere del Regno- ricevendone il feudo di Monterosso.

### Rinascimento
La famiglia Rosso dei Conti d'Aidone, discendente da Ugone Rosso, figlio di un Altavilla, signoreggiò a Militello per tutto il secolo XV, con il titolo di baronato, avendo la potestà di "mero e misto impero" (giurisdizione civile e criminale) e tutti i diritti reali ottenuti da Guglielmo, nipote di Damiano Rosso, per 60 once nell'aprile del 1442. Pietro Ponzio, figlio di Guglielmo, fu investito nel 1455 della baronia di Militello, Cerami e Pardo, conservandone i diritti fino alla morte.
Il figlio Enrico gli successe ottenendo l'investitura il 18 aprile 1505; costui capitano d'armi, per varie città del Regno negli anni 1480-1484 e 1499, a titolo di reggente per conto del padre, risiedeva in quel tempo a Militello e a lui è dovuto un fervore amministrativo che trova nella promozione edilizia e artistica, significativo e imprevisto avvio verso un nuovo processo di sviluppo urbanistico, la sua più esplicita manifestazione. Nel 1508, alla morte d'Enrico, fu investito della baronia di Militello il figlio Girolamo Rosso, e a questi successe, nel 1515, Vincenzo Girolamo, che morì senza discendenza. Si concludeva così dopo oltre un secolo la signoria di casa Rosso a Militello.
Nel 1536 il messinese Antonio La Rocca acquistò il titolo di barone e prese possesso delle terre e del castello di Militello per sé e i suoi discendenti; qualche anno dopo acquisì il "mero e misto imperio". Baronia, terre e castello passarono a Giovanni del Carretto conte di Racalmuto, sposo della figlia di Vincenzo Girolamo Rosso, rimasta vedova. Il conte, nel nome della moglie, riscatta da Filippo La Rocca la baronia, la terra e il castello di Militello, donando il titolo e i beni, senza mai averne avuto investitura, a Girolamo Gallego e Rosso nel 1573, nato dall'unione di Giovanni Gallego e Angela Rosso. I baroni Gallego avevano assunto la signoria di Militello nel 1573; Girolamo, figlio di don Giovanni Gallego nato da un cavaliere aragonese e da una principessa azteca e castellano del Salvatore a Messina, aveva sposato donna Angela Rosso, discendente di un casato che dal tempo dei Martini aveva posseduto la cittadina. Nel 1600 titolo e beni passarono al figlio Vincenzo, il quale nell'aprile 1620 ottenne dalla Regia Curia il mero e misto imperio con facoltà di fabbricare un castello presso le torri "vocatis di S. Agata distantibus a terra Militelli circa quattuor mille passus, quam aedi ficatione intendit proseguere illaque parentibus et turribus munire pro offensione et defensione ad inimicis nostrae sanctae fidei".
Dovettero essere frequenti e feroci in quel tempo le incursioni piratesche, tanto da esigere una maggiore difesa della costa.
Figlio di don Girolamo e di donna Margherita Requisens, Vincenzo Gallego fu investito nel 1600 della signoria di Militello. A questi, promotore assieme alla madre dell'istituzione del convento domenicano (1615), si rivolsero i naturali della Marina per chiedere protezione dai frequenti attacchi pirateschi, dopo che, nel 1580, otto galere di corsari erano sbarcate sulla spiaggia e dopo avere depredato ogni cosa avevano deportato molti abitanti, ridotti in schiavitù, in Africa. Fu Luigi, nato da don Vincenzo e donna Francesca Giambruno, succeduto al padre, a ottenere nel 1628, il "mero e misto imperio" e la facoltà di costruire un castello alla Marina. Questo, che fu costruito sulle torri già esistenti, creò le condizioni per far nascere e accrescere rapidamente una realtà insediativa (S. Agata) presso la costa, ormai più sicura e dunque interessata da attività produttive e itinerari commerciali. Presso la torre esistevano un caricatoio, una falegnameria e alcune case dei pescatori. Ingegneri e architetti militari offrirono un quadro della situazione delle torri costiere alla fine del XVI secolo e sollecitarono il rafforzamento della torre, facendo comparire per la prima volta, il toponimo sulle antiche carte.
Dall'esame dei Riveli delle terre feudali, esistenti presso l'Archivio di Stato di Palermo, datati 1584, possiamo avere un quadro abbastanza chiaro della situazione urbanistica di Militello. Essi documentano, inoltre, che l'attività agricola era molto diffusa, presso il litorale e le colline adiacenti (vigneti a S.E.A.T.O., seminativi a S.I.P.R.A. e Serrabernardo).

#### Periodo borbonico-inglese
Tuttavia i Gallego mostrarono d'avere prospettive ancora più ampie. Nell'arco del XVII secolo, Vincenzo e Luigi Gallego chiesero e ottennero la licentia aedificandi per costruire un gran palazzo accanto alle torri, ottenendo per la famiglia il titolo di "marchesi di S. Agata" e poi di principi (1658). Luigi ottenne ancora la licentia populandi da re Filippo IV (1657) per promuovere nello stesso sito la fondazione di un villaggio, vero e proprio insediamento urbano su cui si baserà il futuro sviluppo della cittadina. Le informazioni tratte dai "Riveli" attestano una maggiore agiatezza, dovuta al buon esito dell'allevamento del baco da seta e della produzione di olio e vino. L'economia feudale si fondava ancora sui diritti, sulle proprietà, su gabelle, censi, dogane, dazi. Luigi muore il 19 settembre 1662, un giorno prima della morte prematura di suo figlio Vincenzo, nato dall'unione con Anna Spadafora. Quindi, a Luigi, succede il fratello Girolamo, secondo principe di Militello, nel 1664, che morì senza eredi. Lo Stato di Militello, passò, dunque, al nipote Vincenzo (1678). A lui successe, nel 1693, il fratello Gaetano, che fu investito quarto principe di Militello e marchese di S. Agata. Nel 1722, lo Stato di Militello passò a Giuseppe, quinto principe di Militello e marchese di S. Agata, per poi passare al figlio Francesco Paolo (1755), e ancora al figlio di quest'ultimo, Giuseppe (1777). L'ultimo principe di Militello fu don Giuseppe Gallego Naselli, che nel 1815 era stato coinvolto in processi politici, accusato di appartenere alla Carboneria.
La fondazione di un casale sulla costa lascia pensare che andava sensibilmente mutando la realtà socioeconomica del territorio; nello stesso centro di Militello, privato dei villani che andarono ad abitare il nuovo villaggio, il numero degli abitanti si accresceva rispetto al secolo precedente. Le campagne, generalmente coltivate a ulivi e "lavorativi", vennero dal secolo XVI a ospitare soprattutto "vigni celsi et arbori domestici", testimoniando un deciso intervento di riconversione delle colture, che fu alla base dell'arricchimento di un'agiata classe di proprietari terrieri. La produzione della seta nei vari centri fu notevole e consistente fonte di guadagno per quasi tutta la popolazione, incoraggiata dall'incremento della domanda che ebbe una punta massima intorno l'anno 1660. La maggiore produzione di beni, che dovette influire sull'accresciuto tenore di vita, la progressiva risoluzione del problema della difesa costiera (nei documenti di fine secolo non si accenna più il problema della pirateria) e l'esistenza di osterie e fondaci nella costa, che assecondavano una maggiore mobilità ai fini commerciali furono i motivi per l'incremento delle fiere che fin da quel tempo poterono dirsi giustamente "magnifiche". Don Gaetano Gallego Ventimiglia, che nel 1692 aveva ricevuto titolo e investitura di principe di Militello e marchese di S. Agata, dovette chiedere intorno alla fine del secolo XVII un riconoscimento della fiera, del cui privilegio avevano sempre goduto i suoi succoncessori. In quegli anni, gli era stata intentata causa da don Diego Joppolo Ventimiglia, duca di Sinagra e conte di Naso; quest'ultimo pretendeva, infatti, che si abolisse la fiera poiché coincideva all'incirca col mercato di Capo d'Orlando, avuto per concessione nel 1697. Essendosi aspramente contestato il "possesso che ill.mo principe è i suoi antecessori ha e hanno avuto", il 16 dicembre 1699 la sentenza del tribunale si pronunziò per la "proibitione di detta fiera", riservando al principe Gallego la facoltà di appellarsi e avanzare la nuova richiesta di concessione. Don Gaetano Gallego, nella speranza di dimostrare con tutti i mezzi "l'immemorabile possessione e concessione del privilegio", fece istanza nell'anno successivo, perché venisse confermato il suo diritto come era stato per il passato. Nel documento, il Procuratore Don Filippo Di Paola, fa presente come il principe e i suoi predecessori, "hanno sempre, ab antiquo ed da che non v'è memoria d'homo in contrario, fatto una fera nella Marina di S. Agata proprio di detto illustre principe con le franchelle della Doghana o gabelle baronali spettanti ad esso sig. Principe il giorno di 24 ottobre d'ogni anno, quale fera intende l'esponente haversi fatto e così doversi fare l'avvenire". Contro di esso, aveva tentato giudizio il conte di Naso, "pretendendo di fare proibire la detta fera sotto vano pretesto che egli habiy avuto una simile concessione di fera… nella Marina di Capo d'Orlando per li giorni 21, 22 e 23 di ottobre d'ogni anno, benché per molti e molti anni, non have avuto esecuzione". Gli stessi testimoni e vassalli del conte di Naso, pur asserendo che quel mercato s'avesse fatto nella cittadina del Capo, tuttavia, "non hanno potuto negare che la fera di S. Agatha, si abbi sempre continuato con grande concorso di gente, senza contraddizione alcuna". Gli atti relativi alle petizioni rivolte al tribunale del Real Patrimonio e le rispettive concessioni, costituiscono una quantità di dati storici: il primo di esso è un privilegio del 28 luglio 1700 col quale al principe veniva riconosciuto il diritto di fare la fiera, con le modifiche apportate dagli ottenimenti del conte di Naso; il secondo, datato 30 marzo 1703, è la supplica di venire a una precisa definizione delle date, accolta dal viceré e sufficiente a porre fine alla controversia.
Il nobile nasitano, faceva ricorso al fatto che il Gallego non possedesse al momento alcun documento e rilevava l'incompatibilità tra le due fiere distanti appena dieci miglia e svolte con reciproco danno, quasi contemporaneamente. Nell'atto, il principe di Militello, sicuro dell'ereditato possesso della licenza, faceva domanda perché gli venisse confermato il diritto alla fiera, da farsi a partire dal 24 ottobre, non avanzando, comunque, una richiesta. Il conte Ioppolo, allora in causa pure per analogo motivo, con don Corrado Lanza, duca di Brolo e Barone di Ficarra (la fiera presso quel castello si svolgeva la fine di ottobre), chiese ai giurati che non venisse concesso quanto richiesto dal Gallego. Forte della favorevole sentenza della precedente causa, egli pretese, infatti, che in nessun modo, si dovesse concedere licenza nel mese di ottobre né al principe di Militello, né al nobile di Brolo. Fornendo delle sue indicazioni, egli suggerì che per la prima, si ammettesse di fare una fiera settimanale "incipiendo a die vigesimo primo settembris et quo ad dom. ill. ducem Broli in eius Castri Broli per dies quatuor incipiendo a die vigesimo nono". Il testo che sortì recitava "concediamo licenza all'illustrissimo principe che possa fare la fera nella Marina di S. Agatha per il termine di giorni sei, incominciando dalli 21 sett. di ogni anno per tutti li ventisei (nella) forma come pria per il passato ha fatto… con tutte quelle potestà, autorità, preminenze, lucri, emolumenti e franchezze, immunità, esenzioni della Doghana baronale, come in tutte quelle altre gabelle che per il passato have goduto e soluto godere e concesso e potuto concedere alli mercanti che hanno venuto in detta fera…", non intendendosi accordata la franchigia da alcune tasse (donativi regi e regie segrezie), ma avendo la protezione degli ufficiali del Regno.
A distanza di tre anni, durante i quali la fiera della Marina subì una notevole flessione, don Gaetano Gallego chiese la revoca della sentenza "conoscendo dall'esperienza che la fera che non ci riesce e resti inutile, (perché) in detto tempo per essere le persone applicate al racconto del musto e per il caldo che fa e la malaere, non vengono né mercadanti né compratori".
"Per non perdersi detta fera cossì celebre" egli chiese "licenza di potere fare la fera nella Marina di S. Agahta, come ha fatto per il passato… dalli sedici novembre d'ogn'anno, sino alli ventiquattro del medesimo e delli stesso modo e maniera che s'ha per il passato costumato con facoltà e potestà di poterla fare bandizzare per tutto il Regno, come sempre s'ha fatto, affinché venghi alla notizia d'ogni uno".
Il tribunale del regno, confermò le concessione delle franchigie baronali "et immunità delle gabelle che si concedono et hanno concesso in altre fere di questo regno, e nell'istessa forma e maniera che si pratica in altre città e terre di questo regno dove vi è una fera annuale, nella cui conformità permettiamo che l'illustre supplicato (il principe Gallego) e li suoi ufficiali, la possano far pubblicare e bandizzare nelle città e terre convicine, affinché ne tengano la dovuta nota, e li mercadanti possano liberamente immettere tutte sorti di mercanzia, bestiami et altri…".
La concessione bastò a sopire ogni lite; il periodo e la durata furono in tal modo, definitivamente stabiliti. I signori feudali continuarono nella "pacifica possessione" degli antichi diritti dei quali faceva unicamente eccezione, il pagamento delle gabelle doganali, dei regi donativi e segrezie. Le occasioni del mercato erano motivo di consistenti entrate economiche per il principe, il quale esigeva, inoltre "il dritto del peso della seta, che si vende nella fera per la Bilancia che adibisce per il commodo dei mercadanti compratori… e il (dritto) sopra ogni genere che dalla Terra e Territorio di Militello e casale e territoria di S. Agata, in ogni tempo di estrae".
Pur esistendo già da qualche tempo un appuntamento per mercanti e compratori presso il castello, nel 1700 Gaetano Gallego ottenne il privilegio di istituire una fiera a S. Agata. Tale appuntamento divenne sempre più un importante momento di scambio, confermando la crescente importanza economica della costa rispetto ai centri feudali, che invece risentivano di un progressivo impoverimento. Infatti a S. Agata tenevano convegno annuale i trafficanti, e la favorevole posizione assicurò una sempre maggiore fortuna a tale fiera. Per altro, una serie di documenti facenti parte dei titoli di casa Gallego insiste sull'antichità e l'importanza di questo mercato, sottolineando come "sempre, ab antico et da chi non vi è memoria d'huomo in contrario, una fera nella Marina di S. Agata, cossi celebre per tutto questo Regno". Quando nel 1629 il duca Alburquerque firmava la lettera esecutoria della concessione, Gallego, stava già costruendo la fortezza nella Marina. Gallego, ricevuto il titolo di marchese, ottenne nell'anno successivo per un rescritto di re Filippo IV la "pia facoltà di popolare S. Agata".
Le occasioni del mercato erano motivo di consistenti entrate economiche per il principe, il quale esigeva, inoltre "il dritto del peso della seta, che si vende nella fera per la Bilancia che adibisce per il commodo dei mercadanti compratori… e il (dritto) sopra ogni genere che dalla Terra e Territorio di Militello e casale e territoria di S. Agata, in ogni tempo di estrae".
Nel secolo XVIII, la campagna era ricca di biade, piantata a uliveti, gelseti e fornita d'alveari. Uniche importanti occasioni di scambio erano, appunto, le fiere annuali, in cui oltre i capi di bestiame, venivano immersi nel mercato, i prodotti della terra, formaggi, stoffe ed oggetti di uso domestico e contadino, condotte a dorso di mulo, ovvero, per mezzo di barconi mercantili.
Don Giuseppe Gallego Naselli, ultimo detentore del titolo e della signoria di Militello, al momento dell'abolizione della feudalità, chiese ed ottenne, nell'aprile 1790, che i diritti sulla vendita della seta e sull'astrazione dei prodotti del feudo in tempo di fiera, concessi alla sua famiglia fin dal 1651. Già nel 1787 e nel 1792, erano state emanate delle leggi che prevedevano il censimento delle terre demaniali e la loro concessione in enfiteusi alle classi meno abbienti.
La popolazione di Militello crebbe parecchio in questi anni e dal Giornale di Statistica di Sicilia n. 22 del dicembre 1853, edito a Palermo, apprendiamo che nel 1798, Militello contava 3 520 anime, nel 1831 ne aveva 3 527 e nel 1847, 4 003 (di cui 2 800 maschi e 1 203 femmine).

### Età moderna
Nella fascia collinare e montana si diffuse, sempre di più, la pratica della pastorizia, per il degrado del paesaggio agrario. I terreni degradati, costituivano le ampie aree di pascolo che consentirono una gran diffusione dell'allevamento bovino ed ovino. La maggiore richiesta della popolazione rurale, fece in modo che si accrescesse l'antica funzione della fiera di compravendita del bestiame; divenne, inoltre, sempre più cospicuo il mercato dei generi di consumo. La fiera di S. Agata, divenne, dalla seconda metà del secolo scorso, uno dei più importanti luoghi d'affari, allargando il proprio raggio d'azione ad una clientela che abbracciava l'intero Valdemone (una delle tre arre in cui era suddivisa la Sicilia, in quegli anni). Specialmente il commercio al minuto, trovò un'ampia espansione, per la più rapida diffusione di uomini e merci.

#### Regno delle Due Sicilie (1816-1860)
Dai Riveli di Militello del 1811, si desumono gli antichi diritti che la popolazione esercitò sino alla fine della feudalità, e che poi, con la liquidazione del regime feudale, non furono più riconosciuti dalla nuova classe emergente. Da tali verbali, si desume che Militello possedeva un castello con carceri e magazzini; i documenti attestano dunque in maniera inequivocabile dell'esistenza di un castello, di cui, però, non vi sono notizie certe sulla data di fondazione, anche se probabilmente si può farla risalire al periodo normanno.
Con la Costituzione liberale del 1812, abolita la feudalità, pur avendo ceduto spontaneamente questi diritti, in realtà, i feudatari ancora ne usufruivano. Fu nel 1835 che si cercò di risolvere il problema demaniale; a tal fine, Ferdinando II nominò dei Visitatori generali, per indagare sulle condizioni agricole della Sicilia e, nel 1841, venne emanato un altro importante decreto, con il quale veniva ordinato agli Intendenti di collaborare attivamente al lavoro dei Visitatori. Nacque da ciò una lunga serie di liti e di contrasti in tutti i comuni siciliani, che sboccò inevitabilmente nella sistematica appropriazione abusiva dei terreni comunali, da parte della nascente borghesia.
Nel 1821, per far fronte ai suoi debiti, don Giuseppe Gallego Naselli dovette cedere tutti i suoi feudi e anche il Castello al principe don Giuseppe Lanza Branciforte di Trabia e di Butera, per un vitalizio. Privato ormai di ogni suo possedimento, dovette lasciare la sua città e trasferirsi a Napoli, dove morì dopo pochi mesi.
Accresciutasi notevolmente e ormai in grado di esprimersi in un'identità municipale, S. Agata inoltrò, nel 1830, un'istanza per l'autonomia al Governo di Napoli. Ancora mancava però il numero necessario di abitanti per essere innalzata a comune, quindi la richiesta fu respinta e il Governo concesse alla borgata di S. Agata soltanto un ufficio per ricevere gli atti dello Stato Civile e successivamente nel 1838, il funzionario che badava allo stato civile fu incaricato di vigilare anche sull'annona. Nel 1839, pur mancando i requisiti numerici per staccarsi da Militello, il sindaco, che aveva possedimenti nella frazione, con abile diplomazia, fece varare al corpo comunale del tempo una delibera con la quale si approvava il trasferimento delle carceri mandamentali e degli uffici comunali da Militello a S. Agata. Col trasferimento degli uffici comunali a S. Agata vennero rivoluzionate anche le mappe geografiche, facendo riferimento alla frazione come: S. Agata Militello Valle di Messina Distretto di Patti Circondario S. Agata Militello. Militello non subì silenziosamente il sopruso e passò immediatamente all'aperta ribellione, inviando al parlamento generale del 1848 un memoriale, in cui spiegava le sue ragioni e col quale chiedeva che fosse fatta giustizia. Anche il vicino comune di Alcara, che veniva a trovarsi danneggiato dalla maggiore distanza da percorrere per arrivare a S. Agata, per il disbrigo di qualsiasi documento, inviò una petizione al parlamento. Col passare degli anni, la situazione di Militello peggiorava sempre di più. Nel 1855, avvenne la separazione di S. Agata da Militello, che la rese autonoma.
Mentre la risorsa prima di S. Agata era il commercio, col trasferimento degli uffici comunali, venne a morire l'unica risorsa di Militello, l'attività forense. Già nel 1840, le rendite del comune venivano investite nella Marina e le vie intercomunali di Militello e gli edifici pubblici cominciarono inesorabilmente a cadere in rovina. Le autorità municipali di Militello, costrette a esercitare lontane dal loro paese, cominciarono a integrarsi nella nuova realtà e a staccarsi lentamente, ma progressivamente, dal luogo d'origine. La separazione effettiva tra Militello e S. Agata, dunque, era oramai sancita in modo definitivo; quella legale, avverrà solo nel 1855. L'agrimensore Giuseppe Manso ebbe l'incarico della spartizione del territorio tra i due comuni.
S. Agata si era ormai staccata definitivamente da Militello; cominciava per il nuovo comune una nuova pagina della storia. L'economia prevalentemente pastorale e agricola tipica dei paesi nebroidei, ha trovato nel raduno fieristico santagatese una delle più favorevoli occasioni di mercato. Nella fascia costiera, in cui erano possibili più favorevoli comunicazioni e su cui gravitava una serie di piccoli centri di popolazione che rendevano utile la pratica della marcatura girovaga, l'attuazione di una fiera così consistente, come quella di S. Agata, assicurava la possibilità di incontro per la vendita dei capi di bestiame e l'acquisto dei prodotti artigianali e di "consumo" agli abitanti di una parte dell'Isola che viveva in singolare isolamento.

#### Periodo dell'Unità d'Italia (1860-1900)
A S.Agata funzionavano i servizi di posta ed il telegrafo, mentre erano attivi osterie e fondaci, costituenti un'infrastruttura essenziale per favorire la mobilità di merci e compratori. Nel 1895, giungeva, inoltre, il primo treno nel nuovo, importante scalo ferroviario.

#### Secolo delle due grandi guerre
Per quanto la realtà dell'immigrazione contrassegnasse il periodo a cavallo tra i due secoli, una crescita demografica fu alla base di un consistente sviluppo della cittadina. La fiera divenne il momento distintivo dell'attività economica di S. Agata.
L'amministrazione comunale, promosse agli inizi del secolo passato, una seconda edizione dell'importante mercato, sulla base delle norme di nuove leggi che ne regolavano la materia, da effettuare nei giorni 14 e 15 aprile. La nuova e l'antica fiera, rappresentarono così la prima e l'ultima occasione di raduno del circondario. Un gran numero di persone, veniva ad essere richiamate giacché i due momenti, erano i più opportuni per l'approvvigionamento e il rifornimento invernale, ovvero per l'immissione nei circuiti fieristici del nuovo ciclo annuale.

## Monumenti e luoghi d'interesse

### Architetture religiose
- Duomo di San Biagio, anticamente dedicato a san Nicola di Mira
- Chiesa del Rosario
- Chiesa di San Sebastiano già di San Costantino
- Chiesetta di Ferretta sotto il titolo della Madonna di Lourdes
- Chiesa di Santa Maria del Soccorso
- Chiesa di Santa Maria del Brignolito
- Chiesa di Santa Maria delle Grazie

### Architetture civili

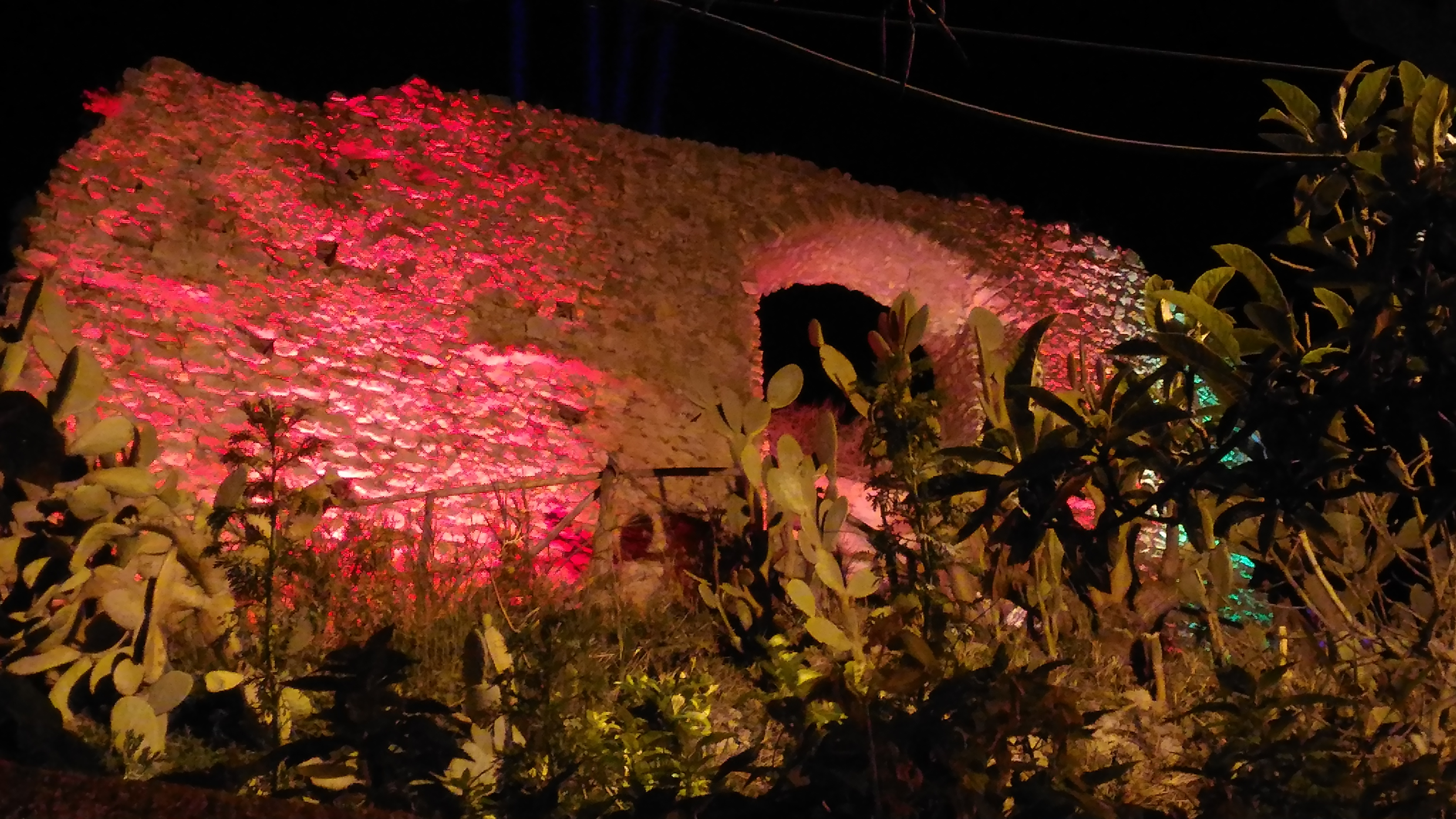

- Castello d'epoca normanna, di cui resta solo un arco della porta principale.

## Società

### Evoluzione demografica
Abitanti censiti

Gli stranieri residenti a Militello Rosmarino al 1º gennaio 2011 sono 29 e rappresentano il 2,2% della popolazione residente.
La comunità straniera più numerosa è quella proveniente dalla Romania con 24 residenti.

## Sport

### Calcio
La squadra calcistica locale è l'A.S.D Rosmarino, che disputa le gare interne allo stadio Biagio Fresina di Sant'Agata di Militello e che milita in Eccellenza.

## Amministrazione
Di seguito è presentata una tabella relativa alle ultime amministrazioni che si sono succedute in questo Comune.
| Periodo        | Periodo         | Primo cittadino     | Partito              | Carica              | Note  |
| -------------- | --------------- | ------------------- | -------------------- | ------------------- | ----- |
| 18 giugno 1985 | 21 giugno 1990  | Sante Russo         | Democrazia Cristiana | Sindaco             | [ 9 ] |
| 21 giugno 1990 | 13 giugno 1994  | Sante Russo         | Democrazia Cristiana | Sindaco             | [ 9 ] |
| 18 giugno 1994 | 25 maggio 1998  | Antonino Carrara    | Alleanza Nazionale   | Sindaco             | [ 9 ] |
| 25 maggio 1998 | 27 maggio 2003  | Calogero Lo Re      | lista civica         | Sindaco             | [ 9 ] |
| 27 maggio 2003 | 17 giugno 2008  | Concetta Maria Papa | lista civica         | Sindaco             | [ 9 ] |
| 17 giugno 2008 | 8 luglio 2013   | Calogero Lo Re      | lista civica         | Sindaco             | [ 9 ] |
| 12 giugno 2013 | 23 gennaio 2018 | Calogero Lo Re      | lista civica         | Sindaco             | [ 9 ] |
| gennaio 2018   | 10 giugno 2018  | Filippo Nasca       |                      | Comm. straordinario | [ 9 ] |
| 11 giugno 2018 | in carica       | Salvatore Riotta    | lista civica         | Sindaco             | [ 9 ] |

### Gemellaggi
- Grumello del Monte
- Grotte

### Altre informazioni amministrative
Il comune di Militello Rosmarino fa parte delle seguenti organizzazioni sovracomunali: regione agraria n.4 (Montagna litoranea dei Nebrodi).